# 9e cérémonie des Africa Movie Academy Awards
La 9e cérémonie des Africa Movie Academy Awards honorant les films de 2012 s'est tenue à Yenagoa, dans l'État de Bayelsa, le 20 avril 2013. L'événement a été organisé par l'actrice et ancienne gagnante de l'AMAA Ama K. Abebrese et Ayo Makun en présence de nombreuses célébrités.
La cérémonie de nomination des prix a eu lieu à Lilongwe, au Malawi, il était animé par la présidente Joyce Banda. Au total, 671 films ont été soumis pour examen en Afrique, en Amérique, au Canada, en France, en Allemagne, à Guadalupe, en Italie, en Jamaïque et au Royaume-Uni.
Confusion Na Wa à remporté le prix du meilleur film. Feu Justus Esiri (en) a reçu le prix du meilleur acteur à titre posthume,,,.

## Gagnants et nommés
Au total, 29 catégories de prix ont été décernées. Vous trouverez ci-dessous la liste complète de tous les gagnants. Les gagnants sont listés en premier et mis en évidence en gras:

### Récompenses
| Best Short Film | Best Documentary |
| --- | --- |
| - Kwaku Ananse : Ghana - Dead River : Namibia - Elegy For A Revolutionary : South Africa - Yellow Fever : Kenya - Nhamo : Zimbabwe - Big Daddy : Nigeria - Release : South Africa - Burnt Forest : Kenya                  | - Fuelling Poverty : Nigeria - Gun to Tape : Kenya - Swimming The Zambezi : South Africa - Give Me Back My Home : Kenya - The African Cypher Fly On The Wall: South Africa                                                    |
| Best Diaspora Feature | Best Diaspora Documentary |
| - Stones In The Sun : Haiti / United States - Against The Grain' : United States - Between Friends: Trinidad / Tobago | - Fan Do Brasil : Guadeloupe / Brasil - My Thiero Boys : United States - Red, White, Black And Blue : United States |
| Best Animation | Best Film by an African Abroad |
| - Adventures Of Zambezia : South Africa - Tageni’s Dol : Namibia - Mission Impossible : Nigeria - Oba : Nigeria - Lion Of Judah : South Africa                                                                            | - Last Flight to Abuja: United Kingdom / Nigeria - Turning Point : United States / Nigeria - The Assassin's Practice : United Kingdom / Nigeria - Bianca : United States / Nigeria - Woolwich Boys : United Kingdom / Nigeria |
| Achievement in Production Design | Achievement in Costume Design |
| - Elelwani - Virgin Magarida - The Twin Sword - Contract - Blood and Henna - Okoro The Prince | - Blood and Henna - The Twin Sword - Elelwani - Virgin Magarida - The Meeting - Cobweb |
| Achievement in Makeup | Achievement in Soundtrack |
| - The Meeting - The Twin Sword - Elelwani - Ninah’s Dowry - Okoro The Prince - Uhlanga, The Mark | - The Last Fishing Boat - Journey to Self - Okoro The Prince - Hoodrush - Nairobi Half Life - The Twin Sword |
| Achievement in Visual Effects | Achievement in Sound |
| - The Twin Sword - Okoro The Prince - Elelwani - Last Flight to Abuja - Uhlanga, The Mark - Awakening | - Nairobi Half Life - Last Flight to Abuja - Streets Of Calabar - Heroes and Zeros - Zama Zama - Virgin Magarida |
| Achievement in Cinematography | Achievement in Editing |
| - Uhlanga the Mark - Virgin Magarida - Nairobi Half Life - Swirl In Bamako - The Twin Sword - Elelwani | - Heroes and Zeros - Last Flight to Abuja - Contract - Elelwani - Nairobi Half Life - Uhlanga the Mark |
| Achievement in Lighting | Achievement in Screenplay |
| - Moi Zaphira - Zama Zama - Flower Girl - Elelwani - Uhlanga The Mark | - Heroes and Zeros - Contract - Ninah’s Dowry - Alan Poza - Blood and Henna - Zama Zama |
| Best Nigerian film | Best film in an African Language |
| - Confusion Na Wa - Blood and Henna - Heroes and Zeros - The Meeting - The Twin Sword - Kokomma - Okoro The Prince | - Moi Zaphira : Burkina Faso - Elelwani : South Africa - The Last Fishing Boat : Malawi - Nairobi Half Life : Kenya - Blood and Henna : Nigeria - Sherifa : Togo - Kokomma: Nigeria                                           |
| Best Child Actor | Most Promising Actor |
| - The Ugandan - Cobweb - Imbabazi, The Pardon - Ninah’s Dowry - Swirl In Bamako - Salimatu Traore (moi Zaphira) | - Joseph Wairimu : Nairobi Half Life (co-winner) - Belinda Effah : Kokomma (co-winner) - Sumela Maculuva : Virgin Magarida - Shonelo Mbutho : Ulanga The Mark - Karoumwi Olakunle : The Twin Sword                            |
| Best Actor In A Supporting Role | Best Actress In A Supporting Role |
| - Gabriel Afolayan : Hoodrush - Ali Nuhu : Blood and Henna - Olwenya Maina : Nairobi Half Life - Alfred Atungu : The Twin Sword - Ikponmwosa Gold : Confusion Na Wa                                                       | - Hermelinda Cimela : Virgin Magarida - Patience Ozokwor: Turning Point - Linda Ejiofor : The Meeting - Crista Eka : Ninah’s Dowry - Foluke Daramola : Cobweb                                                                 |
| Best Actor In A Leading Role | Best Actress In A Leading Role |
| - Justus Esiri : The Assassin's Practice - OC Ukeje : Alan Poza - Bimbo Manuel : Heroes and Zeros - Lindani Nkosi : Zama Zama - Hlomla Dandala : Contract - Femi Jacobs : The Meeting - Amurin Wumnembom : Ninah’s Dowry  | - Florence Masebe : Elelwani - Yvonne Okoro : Contract - Mariam Ouedraogo : Moi Zaphira - Rita Dominic : The Meeting - Mbutung Seikeh : Ninah's Diary - Flora Suya : Last Fishing Boat                                        |
| Best Director | Best film |
| - Niji Akanni : Hereos And Zeroes - Kenneth Gyang : Confusion Na Wa - Shemu Joyah : The Last Fishing Boat - Shirley Frimpong-Manso: Contract - David 'Tosh' Gitonga : Nairobi Half Life - Ntshavheni Wa Luruli : Elelwani | - Confusion Na Wa : Nigeria - Nairobi Half Life : Kenya - Ninah’s Dowry : Cameroon - The Last Fishing Boat : Malawi - Virgin Margarida : Mozambique - Elelwani : South Africa - Last Flight to Abuja : Nigeria                |

## Prix d'honneur

### Prix d'excellence pour l'ensemble de sa carrière
- Tunde Kelani
- Chef Eddi Ugbomah
- Sir Ositadinma Okeke Oguno (Ossy Affason)
- Ayuko Badu
- Chef Pete Edochie

### Reconnaissance spéciale des piliers de Nollywood
- Emem Isong
- Kanayo O. Kanayo
- Kenneth Okonkwo
- Association des producteurs et commerçants de films/vidéos du Nigéria (FVPMAN)

### Prix spécial du jury
- Ninah's Dairy (Cameroun)